# Kajetan Koźmian
Kajetan Koźmian herbu Nałęcz, krypt.: X. (ur. 31 grudnia 1771 w Gałęzowie, zm. 7 marca 1856 w Piotrowicach) – polski prawnik i poeta, reprezentant klasycyzmu, krytyk literacki i teatralny, mason, publicysta, pamiętnikarz, tłumacz; referendarz Rady Stanu Księstwa Warszawskiego w 1811 roku, członek Rady Generalnej Konfederacji Generalnej Królestwa Polskiego w 1812, radca stanu Królestwa Polskiego w 1830 roku, członek Komisji Najwyższej Egzaminacyjnej w Królestwie w 1829 roku, członek Komisji Emerytalnej przy Radzie Stanu w 1829 roku.

## Rodowód
Urodził się w roku 1771, jako syn Andrzeja Alojzego, sędziego ziemskiego, i Anny z Kiełczewskich. Był bratem Józefa Szczepana i ojcem Andrzeja Edwarda.

## Życiorys
Odebrał staranne wykształcenie prawnicze w Zamościu (1781–1784) i Lublinie (1780–1781 i 1784–1787), a następnie aplikował (do roku 1792) w palestrze lubelskiej, gdzie poznał Ludwika Osińskiego i Alojzego Felińskiego. Pełnił wiele stanowisk urzędniczych i politycznych:
- sekretarz Lubelskiej Komisji Porządkowej w czasie insurekcji kościuszkowskiej (1794)
- administrator rządowy (referendarz stanu) w Księstwie Warszawskim (od 1810)
- członek rzeczywisty warszawskiego Towarzystwa Przyjaciół Nauk (od 1811)[6]
- w roku 1812 powołany jako sekretarz Rady Generalnej Konfederacji Generalnej Królestwa Polskiego (sekretarz Konfederacji Sejmowej)
- administrator rządowy w Królestwie Polskim (referendarz w Wydziale Oświecenia) – 1815
- nadzwyczajny radca stanu Królestwa Polskiego (1818)
- dyrektor administracji krajowej w Ministerstwie Spraw Wewnętrznych (1821)
- dyrektor generalny w Komisji Rządowej Spraw Wewnętrznych i Policji w 1828 roku[7]
- senator-kasztelan Królestwa Polskiego (1829)
- członek Rady Stanu Królestwa Polskiego w 1830 roku[8]

Po śmierci ojca (1795) powrócił do rodzinnych Piotrowic pod Lublinem. W roku 1802 poślubił Annę Mossakowską, a po jej śmierci (1806) ożenił się z jej siostrą Marianną. W okresie odwrotu armii napoleońskiej z Rosji, przybywał krótko w: Krakowie, Bejscach i Piotrowicach. W czasach Królestwa Polskiego mieszkał na stałe w Warszawie, gdzie piastował kolejno wysokie stanowiska urzędowe.
Związany był również z masońską lożą Świątynia Izis i towarzystwem Iksów (1815–1819). Przyjaźnił się z wieloma wybitnymi osobistościami, m.in. Zygmuntem Krasińskim, Cyprianem Kamilem Norwidem, Stanisławem Staszicem, Julianem Ursynem Niemcewiczem i Fryderykiem Chopinem. W środowisku literackim Warszawy był przywódcą i naczelnym ideologiem obozu pseudoklasyków. Uczestniczył w obiadach literackich W. Krasińskiego. Należał do największych przeciwników romantyzmu, uznając Mickiewicza za wichrzyciela. Był również przeciwnikiem powstania listopadowego. Jako senator podpisał 25 stycznia 1831 akt detronizacji króla Mikołaja I Romanowa. Potępiony przez sejm powstańczy, w lutym roku 1831 wyjechał do Kalisza. Kilka miesięcy później (latem roku 1831) powrócił do Warszawy i tam zastała go kapitulacja powstańców. Jesienią osiadł na stałe w rodzinnych Piotrowicach, utrzymując kontakty tylko kilkoma pisarzami starszego pokolenia, m.in.: F. Morawskim i F. Wężykiem oraz jednym spośród młodszych – z Z. Krasińskim. Odznaczony Orderem Świętego Stanisława I klasy z nadania Aleksandra I Romanowa. 
Zmarł 7 marca 1856 w rodzinnych Piotrowicach, został pochowany na cmentarzu parafialnym w Bychawce.

## Twórczość literacka
Jako poeta Koźmian zadebiutował bajką Sosna i małe drzewka, którą napisał w 1800 roku, a 3 lata później opublikował w różnych czasopismach (Nowy Pamiętnik Warszawski, Gazeta Warszawska oraz Gazeta Korespondenta Warszawskiego i Zagranicznego). W latach 1800–1813 napisał cykl wysoko ocenionych pięciu ód. Po raz pierwszy zbiór jego wierszy wydano w Krakowie w 1881 (Różne wiersze). Siedem lat później, również w Krakowie wydano Pisma prozą. Koźmian pracował również jako tłumacz i publicysta, zajmował się krytyką literacką. Pisał ponadto pamiętnik (wydany we Wrocławiu w 1972 roku z komentarzem M. Kaczmarka).

### Ważniejsze dzieła
1. Wiersze z lat 1787–1792, nieznane, inform. (za Pamiętnikami Koźmiana) K. Wojciechowski: K. Koźmian. Życie i dzieła, Lwów 1897, s. 17
2. Wierszowana korespondencja z Joachimem Owidzkim i Tadeuszem Kownackim, powst. po roku 1795 (nieznana, inform. K. Wojciechowski jak wyżej, s. 22)
3. Do Ignacego Potockiego, powst. 1797; Wanda 1821; tekst pierwotny zobacz Wydania zbiorowe poz. 1; rękopis: Biblioteka PAN Kraków, sygn. 2059, k. 108–110
4. Do Aleksandra Zamoyskiego, ordynata, w dzień jego imienin, powst. około roku 1797, wyd. zobacz Wydania zbiorowe poz. 1; rękopis: Biblioteka PAN Kraków, sygn. 2059, k. 107v–108
5. Wierszowana polemika z Mikołajem Wolskim (nieznana, inform. K. Wojciechowski jak wyżej poz. 1, s. 24)
6. Modlitwa o pokój, powst. 1800, wyd. zobacz Wydania zbiorowe poz. 1; przedr.: J. Tuwim w: Księga wierszy polskich XIX w. t. 1, Warszawa 1954, wyd. 2 Warszawa 1956; P. Hertz w: Zbiór poetów polskich XIX w. księga 1, Warszawa 1959; rękopis: Biblioteka PAN Kraków, sygn.: 2053, k. 36v–37; 2059, k. 38–39
7. Do kochanki; Do tejże, powst. 1800, wyd. zobacz Wydania zbiorowe poz. 1; rękopis: Biblioteka PAN Kraków, sygn.: 2053, k. 26–27; 2059, k. 77v–79
8. Oda na wojnę w roku 1800, ukończoną batalią pod Marengo, powst. 1800, wyd. zobacz Wydania zbiorowe poz. 1; rękopis: Biblioteka PAN Kraków, sygn.: 2053, k. 1–3 (oda stanowi początek cyklu utworów poświęconych Napoleonowi)
9. Sosna i małe drzewka. Bajka, powst. 1800; Nowy Pamiętnik Warszawski t. 9 (1803); Gazeta Warszawska 1803, nr 22[12]; Gazeta Korespondenta Warszawskiego i Zagranicznego 1803; rękopis: Ossolineum, sygn. 12982/II (14)
10. Oda do księżnej generałowej Czartoryskiej przy poświęceniu kościoła Sybilli, powst. pomiędzy rokiem 1800 a 1808, rękopis: zaginął
11. Do księżnej Stanisławowej Jabłonowskiej, wyjeżdżającej do Paryża w czasie kampanii 1809 roku, powst. 1809, fragmenty ogł. A.E. Koźmian: Wspomnienia moje t. 1, Poznań 1867, s. 23; całość zobacz Wydania zbiorowe poz. 1; przedr. P. Hertz w: Zbiór poetów polskich XIX w. księga 1, Warszawa 1959; rękopis: Biblioteka PAN Kraków, sygn.: 2053, k. 28
12. Oda czytana na posiedzeniu u... Kajetana Hebdowskiego, zastępcy ministra wojny i generała komenderującego w obydwóch Galicjach, w dzień uroczystości zawieszenia orłów francuskich w Lublinie... W Zamościu d. 4 sierpnia 1809 r., Warszawa (1809)[13]; brak miejsca wydania (1809); wyd. następne: Warszawa 1810; fragmenty ogł. A.E. Koźmian: Wspomnienia moje t. 1, Poznań 1867, s. 34–35; przedr. Sto lat myśli polskiej t. 2 (1907); rękopis: Biblioteka PAN Kraków, sygn.: 2053, k. 4v–6
13. Przestroga dla ziomków w teraźniejszych czasach, powst. około roku 1809; Czas 1880, nr 179–181[14][15][16], 183[17]; wyd. następne zobacz Wydania zbiorowe poz. 1; rękopis: Biblioteka PAN Kraków, sygn.: 2055, k. 100–115 (naśladowanie Horacjusza Beatus ille...
14. Druga przestroga dla ziomków, a raczej dla biurokratów, powst. 1809, ogłoszono pt. Naśladowanie ody Horacjusza 3 z ks. III. Napisane po przyłączenie Galicji do Księstwa Warszawskiego roku 1809, Pamiętnik Warszawski t. 14 (1819), s. 362–368; zobacz Wydania zbiorowe poz. 1
15. Oda na zawarcie pokoju w dzień publikacji onego w Lublinie 25 października 1809, Warszawa (1809); pt. Oda na zawarty pokój 1809, Gazeta Warszawska 1809, nr 89[18]; wyd. następne: Warszawa 1810; pt. Oda na pokój w roku 1809, zobacz Wydania zbiorowe poz. 1; przedr. P. Hertz jak wyżej poz. 6; przekł. francuski (brak daty przekładu)
16. Uczniowie dawnej Szkoły Kadetów do ks. Adama Czartoryskiego. Puławy, 24 grudnia 1809, Lublin 1809; wyd. następne zmienione: Pamiętnik Warszawski 1801, nr 1; przypisy do wyd.: Ziemiaństwo. Wrocław 1839 (zobacz poz. 44); zobacz Wydania zbiorowe poz. 1
17. Kantata na rocznicę koronacji Napoleona, powst. 1810, wydano pt. Hymn z okazji koronacji Najj. Napoleona W..., Gazeta Korespondenta Warszawskiego i Zagranicznego 1810, nr 97 Dodatek; wyd. następne zobacz Wydania zbiorowe poz. 1; rękopis: Biblioteka PAN Kraków, sygn. 2052, k. 154
18. Hymn żałobny na obchód zgonu B∴ Jana Pawła Łuszczewskiego, powst. 1810, odśpiewany w roku 1812 na zebraniu masońskim; wyd. zobacz Wydania zbiorowe poz. 1
19. Mowa Katona cenzora, miana w Senacie, o obyczajach rzymskich. (Wyjęto z rękopismu roku 1811); Pamiętnik Warszawski t. 12 (1818), s. 315–320; wyd. następne zobacz Wydania zbiorowe poz. 1; rękopis: Biblioteka PAN Kraków, sygn. 2052, k. 158–161
20. Mowa o życiu i pismach ks. Ignacego Nagurczewskiego, wygł. 1811, Gazeta Korespondenta Warszawskiego i Zagranicznego 1811, nr 40–41; wyd. następne: Rocznik Towarzystwa Warszawskiego Przyjaciół Nauk t. 9 (1816) i wyd. osobno, brak roku wydania; fragmenty przedr. I. Szydłowski w: Przykłady stylu polskiego t. 1, Wilno 1827[19]; zobacz Wydania zbiorowe poz. 2
21. Dzieje powstania Polski, pod panowaniem Domu Austriackiego będącej..., powst. przed rokiem 1812, fragm. Czas 1879, nr 215–247[20][21][22][23] (z niewielkimi przerwami); przedr. zobacz Wydania zbiorowe poz. 2; rękopis: Biblioteka PAN Kraków, sygn. 2054, k. 72–99
22. Odezwy Konfederacji Jeneralnej Królestwa Polskiego, powst. 1812, wyd. zobacz Wydania zbiorowe poz. 2, s. 214–250, 318–320 (tu m.in.: Odezwa do narodu z okoliczności wzięcia Moskwy)
23. Oda na pożar Moskwy, powst. 1812, wyd. zobacz Wydania zbiorowe poz. 1; rękopisy: Biblioteka PAN Kraków, sygn. 2052, k. 4–5; sygn. 2057, k. 37–38
24. Do tańcującego Krakowa, powst. 1813, fragmenty ogł. A.E. Koźmian, jak wyżej poz. 11, s. 105; całość zobacz Wydania zbiorowe poz. 1; przedr.: Sto lat myśli polskiej t. 2 (1907); P. Hertz, jak wyżej poz. 6; rękopis: Biblioteka PAN Kraków, sygn. 2053, k. 42
25. Na pogrzeb poczciwego człowieka, na którym nikt nie był w Krakowie, powst. 1813, ogłoszono pt. Myśl z okazji śmierci poczciwego człowieka..., Pamiętnik Warszawski 1815; wyd. następne zmienione zobacz Wydania zbiorowe poz. 1; rękopis: Biblioteka PAN Kraków, sygn. 2053, k. 43
26. Oda na upadek dumnego, powst. 1813 (według F. Morawskiego; H. Galle i inni datują rok 1815), wyd. J.J. Szczepański, Polihymnia t. 1, Lwów 1827; wyd. następne: Przyjaciel Ludu 1837/1838, nr 10; Pokłosie 1856; zobacz Wydania zbiorowe poz. 1 (tu uwaga: „Oda ta napisana wcześniej, lecz doszła do wiadomości publicznej dopiero w r. 1822”); Sto lat myśli polskiej t. 2 (1907); P. Hertz, jak wyżej poz. 6; rękopisy: Biblioteka Jagiellońska, sygn. 3599; Biblioteka PAN Kraków, sygn. 2053, k. 6v–9 (teksty różnią się znacznie)
27. O duchu publicznym, powst. w latach 1807–1815, fragm. zobacz Wydania zbiorowe poz. 2; rękopis fragm.: Biblioteka PAN Kraków, sygn. 2055, k. 136–139
28. Postrzeżenie ogólne o sądownictwie, powst. w latach 1807–1815, wyd. zobacz Wydania zbiorowe poz. 2
29. Raport o Śpiewach historycznych Niemcewicza, powst. w latach 1807–1815 dla Towarzystwa Warszawskiego Przyjaciół Nauk, wyd. zobacz Wydania zbiorowe poz. 2
30. Prośba wieśniaka do Fortuny, powst. przed rokiem 1815, czytana na posiedzeniu Towarzystwa Warszawskiego Przyjaciół Nauk w roku 1819; Pszczoła Polska 1820, t. 2, s. 45–49[24]; wyd. następne: Rocznik Towarzystwa Warszawskiego Przyjaciół Nauk t. 14 (1821), s. 137–142[25]; Biblioteka Polska 1826, t. 3, s. 285–288; zobacz Wydania zbiorowe poz. 1; rękopis: Biblioteka PAN Kraków, sygn. 2053, k. 45–48 (teksty różnią się)
31. Recenzje teatralne, ogł. w czasopismach w latach 1815–1830; 4 recenzje: Zdanie o nowej tragedii A. Hoffmanna pt. „Heligunda”; „Filip”; O powtórnym wznowieniu „Andromaki”; „Starościanka Malwina” – z rękopisu wyd. zobacz Wydania zbiorowe poz. 2; recenzja: „Filip” i „Starościanka Malwina” z Gazety Warszawskiej 1816, nr 98 i Gazety Korespondenta Warszawskiego i Zagranicznego 1817, nr 19 – przedr. J. Lipiński w: Recenzje teatralne Towarzystwa Iksów, 1815–1819, Wrocław 1956, Materiały do Dziejów Teatru w Polsce nr 4; rękopisy: Biblioteka Jagiellońska, sygn. 5207 (z poprawkami autora); Biblioteka PAN Kraków, sygn. 2055, k. 159 (fragmenty)
32. Pochwała Jana Henryka Dąbrowskiego, z polecenia Towarzystwa Przyjaciół Nauk Warszawskiego napisana, powst. w latach 1815–1830, Przegląd Polski 1874/1875, t. 1 i odb. (Warszawa 1874); rękopis: Biblioteka PAN Kraków, sygn. 2055, k. 15–53
33. Raport o stanie umysłów Polaków dla cesarza Aleksandra. Przedstawiony na sejmie 1818 r. (nieznany, inform. K. Wojciechowski, jak wyżej poz. 1, s. 96)
34. Parnas nowy, do autora wierszy o nim, wyd. w druku: Niesnaski Parnasu, Warszawa 1818; także wyd. 2 rozszerzone Warszawa 1821 (wyd. 1 odbito w 12 egz., oba wydania niezachowane, wyd. 2 znajdowało się w Bibliotece Krasińskich; wiersz skierowany przeciw K. Jaxie Marcinkowskiemu)
35. Fragment wierszowanej poetyki, powst. po roku 1820; rękopis: Biblioteka PAN Kraków, sygn. 2054, k. 226; fragmenty ogł. A. Bar: Kumoszki na Parnasie, Kraków (1947), s. 166–167
36. Mowa przy żałobnym obchodzie zgonu Stanisława Mokronowskiego, bywszego generała lejtnanta wojsk polskich, w kościele Św. Krzyża powiedziana... d. 6 listopada 1821, fragm. Astrea 1821, t. 1; całość wyd. osobno Warszawa 1821; Warszawa brak roku wydania; wyd. następne Warszawa 1822; rękopis: Biblioteka PAN Kraków, sygn. 2057, k. 18–25 (w jęz. francuskim)
37. Biografia księcia Adama Czartoryskiego, jenerała ziem podolskich, powst. 1823, Czas. Dodatek Miesięczny t. 8 (1857); wyd. następne: Czas 1878, nr 61; zobacz Wydania zbiorowe poz. 2 (teksty różnią się między sobą); przekł. francuski (brak roku przekładu)
38. Mowa na pogrzebie Marcina Badeniego... miana przy złożeniu zwłok jego w kościele O.O. Kapucynów... d. 15 listopada 1824 r., Warszawa 1824; rękopis: Biblioteka PAN Kraków, sygn. 2055, k. 60–71
39. Cnota i rozum. Powieść (wierszem); Astrea 1825, t. 1, nr 1
40. Naśladowanie Pieśni czerkieskiej w Bibliotece Polskiej umieszczonej – napisane po czerkiesku, powst. 1825; rękopis: Biblioteka PAN Kraków, sygn. 2053, k. 108; fragmenty ogł. A. Bar, jak wyżej poz. 35, s. 235
41. Odpis Franciszkowi Morawskiemu jenerałowi na list jego o klasykach i romantykach, przypisany Julianowi Niemcewiczowi w r. 1825, powst. 1825, wydano pt. List. Odpowiedź Franciszkowi Morawskiemu na jego list o klasykach i romantykach, zobacz Wydania zbiorowe poz. 1; przedr.: Sto lat myśli polskiej t. 2 (1907); S. Kawyn w: Walka romantyków z klasykami, Lublin 1947 (fragm.); P. Hertz, jak wyżej poz. 6; S. Kawyn w: Walka romantyków z klasykami, Wrocław (1963), Biblioteka Narodowa seria I, nr 183; autograf: Biblioteka PAN Kraków, sygn. 2056, k. 7–11 (różny od tekstu w Wydaniu zbiorowym); inne rękopisy: Biblioteka PAN Kraków, sygn. 2052–2054
42. Żywot Staszica, powst. 1826 dla Towarzystwa Warszawskiego Przyjaciół Nauk, Przyjaciel Ludu 1837, nr 33–34
43. O życiu Tadeusza Kościuszki, powst. 1828 (na prośbę I. Czartoryskiej), Czas 1878, nr 15; przedr. zobacz Wydania zbiorowe poz. 2; rękopis: Biblioteka PAN Kraków, sygn. 2057, k. 4–13
44. Ziemiaństwo polskie. Poema w 4 pieśniach, powst. 1802–1830 (według A. Bara, jak wyżej poz. 35, s. 179; pierwsza wersja całości była gotowa już w roku 1812); fragm.: Spotkanie się rolnika z rycerzem, Gazeta Warszawska 1812, nr 36; Zalety ziemi polskiej, Pszczoła Polska 1820, t. 2, także przedr.: Wanda 1821, nr 1, Pszczółka Krakowska 1822, t. 4, Polihymnia t. 1, Lwów 1827, Motyl 1828, nr 5; fragm. księgi I, Sybilla Nadwiślańska 1821, nr 6 (ten fragment nie został zamieszczony w wydaniu całości); Pieśni nr 1–2 wyd. osobne (Puławy 1830; druk przerwany wybuchem powstania listopadowego, tekst różny od tekstu wydania całości); fragm. Przyjaciel Ludu 1835; całość wyd. Wrocław 1839[26] (tu w przypisach poz. 16); fragm. nieogłoszony w wydaniu całości: Bal w stolicy (1818); Rzeź Chmielnickiego, Przegląd Poznański 1857; fragm. poematu przedrukowali m.in.: J. Kott, A. Ważyk w: Wiersze, które lubimy. Antologia, Warszawa 1951; J. Tuwim, jak wyżej poz. 6; P. Hertz, jak wyżej poz. 6; autograf i odpis I red. pieśni 1 w rękopisie Biblioteki PAN Kraków, sygn. 2054, tam także szereg wersji brulionowych i porzuconych wariantów; opis rękopisu i druk nieznanych wariantów ogł. M. Kaczmarek, K. Pecold: Z zagadnień edytorskich pełnego i poprawnego tekstu „Ziemiaństwa polskiego”, Prace Polonistyczne seria XVIII (1962); rękopisy pieśni 1–4 w Bibliotece PAN Kraków, sygn. 2052 a); przekł. angielski (przed rokiem 1874); przekł. francuski (brak roku przekładu)
45. Przeciwko nowym senatorom z r. 1831 (Obierz Zamoyskich ze szkarłartu...), fragm. cytował K. Wojciechowski, jak wyżej poz. 1, s. 111–112
46. Na Lafajeta polskiego z r. 1831 (Czemu Paryża mordy nie splamiły krwawe...), rękopis: Biblioteka PAN Kraków, sygn. 2052, k. 2; fragm. cytował A. Bar, jak wyżej poz. 35, s. 203–204
47. Na fałszywych patriotów (Rozrządzić losem wszystkich pokoleń zuchwale...), powst. 1831; rękopis: Biblioteka PAN Kraków, sygn. 2053, k. 85; fragm. cytował A. Bar, jak wyżej poz. 35, s. 204–205
48. Kilka słów o Joachimie Lelewelu i o rewolucji 1830 r., powst. po roku 1831, fragmenty wyd. zobacz Wydania zbiorowe poz. 2; rękopisy: Biblioteka Jagiellońska, sygn. 5207; Biblioteka PAN Kraków, sygn. 2055, k. 140–154
49. Do fałszywych Jeremiaszów, powst. po roku 1831, wyd. zobacz Wydania zbiorowe poz. 1; rękopisy: Biblioteka PAN Kraków, sygn. 2052, k. 147v; sygn. 2056, k. 88
50. O gminowładztwie (Gruby, ciemny, niesforny, gdyby trzoda bydła...), powst. po roku 1831; rękopis znajdował się w Bibliotece Krasińskich, sygn. 6521; fragmenty ogł. A. Bar, jak wyżej poz. 35, s. 205–206
51. List do Jędrzeja, syna, o rządzie reprezentacyjnym i rewolucji polskiej, powst. przed rokiem 1832, wyd. zobacz Wydania zbiorowe poz. 1; rękopis: Biblioteka PAN Kraków, sygn. 2052, k. 138–142; sygn. 2053, k. 54–56
52. Drugi list do Jędrzeja, syna, dlaczego rząd umiarkowany monarchią przekłada nad gminny, powst. 1832, wyd. zobacz Wydania zbiorowe poz. 1; rękopis: Biblioteka PAN Kraków, sygn. 2052, k. 133–137
53. Partyzant. Ballada, powst. na przełomie 1831/1832, fragmenty ogł. A. Bar, jak wyżej poz. 35, s. 247–250; całość z autografu wyd. M. Kaczmarek, K. Pecold: Nie drukowany paszkwil K. Koźmiana (Partyzant – ballada); w zbiorze: Miscellanea z l. 1800–1850, Wrocław 1963, Archiwum Literatury nr 7; rękopisy: Biblioteka PAN Kraków, sygn. 2053, k. 79–82 (odpis), sygn. 2057, k. 27–31 (autograf); paszkwil na F. Grzymałę, znany też pt. Grzymaliada
54. List do Franciszka Morawskiego 1832 r., wyd. zobacz Wydania zbiorowe poz. 1 (z wieloma opuszczeniami); przedr. P. Hertz, jak wyżej poz. 6; fragm. z rękopisu Biblioteki PAN Kraków, sygn. 2056, k. 73, ogł. A. Bar, jak wyżej poz. 35, s. 213–214; rękopis: Biblioteka PAN Kraków, sygn. 2053, k. 50–53 oraz Dzwon Zygmunta w Krakowie, wiersz powstał około roku 1841
55. Rys życia Jan Feliksa hr. Tarnowskiego, fragmenty Biblioteka Naukowa Zakładu im. Ossolińskich 1842, t. 3; całość, Przyjaciel Ludu 1842, nr 5–14 i wyd. osobne Lwów 1842; rękopis: Biblioteka PAN Kraków, sygn. 2055, k. 5–14
56. Do jenerała Wincentego Krasińskiego w roku 1843, wyd. zobacz Wydania zbiorowe poz. 1; rękopisy: Biblioteka PAN Kraków, sygn. 2052, k. 165, Ossolineum, sygn. 12323/III, poz. 11 (odpis w papierach F. Wężyka)
57. Stefan Czarniecki. Poemat w 12 pieśniach, powst. w latach 1832–1847, fragmenty ogł.: Przyjaciel Ludu 1838, nr 23–24; 1839, nr 4; Przegląd Poznański 1845, 1847, 1851; całość wyd. Poznań 1858 (tekst różny od tekstów fragmentów); fragm. rękopisy Biblioteki PAN Kraków, sygn. 2056, k. 36–62; sygn. 2057, k. 44 (dedykowany Z. Krasińskiemu)
58. Do Zofii Przewłockiej, przepisującej Czarnieckiego; wyd. zobacz Wydania zbiorowe poz. 1; rękopisy: Biblioteka PAN Kraków, sygn. 2052, k. 148, Ossolineum, sygn. 12323/III, poz. 6 (odpis w papierach F. Wężyka)
59. Do demagogów, powst. 1850, wyd. zobacz Wydania zbiorowe poz. 1; rękopisy: Biblioteka PAN Kraków, sygn. 2052, k. 167v, Ossolineum, sygn. 12323/III, poz. 7
60. Żywot Stanisława Nałęcz Małachowskiego, generała wojsk polskich, senatora Królestwa Polskiego, powst. 1850, Czas 1878, nr 145–146, wyd. następne zobacz Wydania zbiorowe poz. 2; rękopis: Biblioteka PAN Kraków, sygn. 2056, k. 23–25
61. Do Zygmunta Krasińskiego cztery wiersze, powst. przed rokiem 1850 lub po roku 1851; Wiersz drugi, Nowiny 1855, nr 1; dwa wiersze, Czas 1859, nr 244; cztery wiersze, zobacz Wydania zbiorowe poz. 1; rękopisy: Biblioteka PAN Kraków, sygn. 2052, k. 142v–167, Ossolineum, sygn. 12323/III, poz. 12 (odpis w papierach F. Wężyka)
62. Żywot ks. Józefa Szczepana z Rzeczycy Koźmiana, biskupa kalisko-kujawskiego. Przez... brata jego w r. 1851 skreślony, Poznań 1864
63. Do panny Jadwigi Łuszczewskiej... dnia 20 listopada 1852, Gazeta Codzienna 1853, nr 27; wyd. następne: wyd. A.E. Koźmian, jak wyżej poz. 11, t. 2, s. 122; zobacz Wydania zbiorowe poz. 1; rękopisy: Biblioteka PAN Kraków, sygn. 2052, k. 137, Ossolineum, sygn. 12323/III, poz. 10
64. Stary rymokleta parafianin do swego pasterza, ks. Walentego Baranowskiego, kanonika lubelskiego, proboszcza bychowskiego, Pokłosie 1853, wyd. następne zobacz Wydania zbiorowe poz. 1; rękopisy: Biblioteka PAN Kraków, sygn. 2056, k. 82, Ossolineum, sygn. 12323/III, poz. 7
65. Oda żałobna na grobie Ludwika Osińskiego, powst. 1853, Pokłosie 1855; wyd. następne: wyd. A.E. Koźmian w art.: Znad Bystrzycy, Kronika Wiadomości Krajowych i Zagranicznych 1856, nr 14; pt. Żałość na grobie..., zobacz Wydania zbiorowe poz. 1; przedr. P. Hertz, jak wyżej poz. 6; rękopis: Biblioteka PAN Kraków, sygn. 2053, k. 60–63
66. Pieśń kościelna dla uczniów szkółki w Bychowce ułożona, brak miejsca wydania 1854
67. Odpowiedź 82-letniego starca do Zygm. Kaczkowskiego, Lwów 1855
68. Pamiętniki t. 1–3, powst. w latach 1850–1855 (oddz. 1–2: wspomnienia z lat 1780–1815; t. 3: od roku 1815), fragm.: Gazeta Codzienna 1854, nr 197–202; Nowiny 1854, nr 137–139; Przegląd Poznański 1857, t. 1, s. 1–26; Kronika Wiadomości Krajowych i Zagranicznych 1857, nr 74, 76–80; całość: oddz. 1–2, Poznań 1858; t. 3 Kraków 1865 (z licznymi zmianami wprowadzonymi przez syna, A.E.), fragm.: Ustęp z pozostałego w rękopisie 3 tomu „Pamiętników”, Chwila 1864, nr 53–54, 56, 58, 60, 62, 65–66; wyd. następne: cz. 1–6, Warszawa 1907, Biblioteka Dzieł Wyborowych nr 491–492, 496–497, 499, 502; wyd. skrócone pt. Z pamiętników K. Koźmiana. Cz. 1 (od 1779 do Sejmu Czteroletniego); z objaśnieniami P. Parylaka i wstępem S. Tarnowskiego, Lwów 1891, Biblioteka dla Młodzieży nr 5; fragm. z t. 3 przedr. S. Kawyn (Biblioteka Narodowa), jak wyżej poz. 41; nieznane fragmenty wyd. z autografu M. Kaczmarek, K. Pecold, Pamiętnik Literacki rocznik 51 (1960) zeszyt 1; całość z autografu wyd. A. Kopacz, J. Willaume, M. Kaczmarek, K. Pecold, t. 1–2, Wrocław (1968?); autograf: Biblioteka PAN Kraków, sygn. 2049, t. 1–3
69. Napisy pod wizerunkami znakomitych rodaków, znajdującymi się u K. Koźmiana, wyd. zobacz Wydania zbiorowe poz. 1; podobiznę napisu pod portretem S. Staszica ogł. A. Kraushar: Towarzystwo Warszawskie Przyjaciół Nauk t. 4, Warszawa 1902, s. 214; rękopisy: Biblioteka PAN Kraków, sygn. 2053, k. 64; sygn. 2056, k. 87 (tekst różny od drukowanego)
70. O tłumaczeniach pieśni Horacjusza w języku polskim rzecz krótka, wyd. zobacz Wydania zbiorowe poz. 2.

Ponadto drobne utwory znajdują się w Wydaniach zbiorowych poz. 1–2. Kilka ogł.: A.E. Koźmian: Wspomnienia moje, Dziennik Poznański 1866–1867 i wyd. osobno Poznań 1867 (t. 1–2); S. Kawyn w: Walka romantyków z klasykami, Wrocław (1963), Biblioteka Narodowa seria I, nr 183.
Utwory Koźmiana ogłaszano także w czasopismach: Astrea (1821, 1825), Biblioteka Naukowa Zakładu Narodowego im. Ossolińskich (1842), Biblioteka Polska (1826), Biblioteka Warszawska (1853 t. 1), Czas (1852, 1856–1857), Czas. Dodatek Miesięczny (1856–1857), Dziennik Literacki (1853 nr 12), Dziennik Warszawski (1856 nr 71), Gazeta Codzienna (1853), Gazeta Korespondenta Warszawskiego i Zagranicznego (1803, 1810–1811, 1815–1819), Gazeta Warszawska (1803, 1809, 1812, 1815–1819), Kronika Wiadomości Krajowych i Zagranicznych (1856–1857), Kurier Warszawski (1842 nr 42, 1848 nr: 106, 247), Magazyn Mód (1853 nr 13), Motyl (1828, 1830), Nowiny (1854–1855), Nowy Pamiętnik Warszawski (1803 t. 9 i 11, 1805), Pamiętnik Warszawski (1810, 1815, 1818–1819), Pokłosie (1853, 1855–1856), Przegląd Poznański (1845, 1847, 1851, 1857), Przyjaciel Ludu (1835, 1837–1839, 1842, 1846), Pszczoła Polska (1820), Pszczółka Krakowska (1822), Rocznik Towarzystwa Warszawskiego Przyjaciół Nauk (1816, 1821), Sławianin (1837), Sybilla Nadwiślańska (1821), Tygodnik Polski (tu: Oda do chwały, 1832), Wanda (1821).

### Przekłady
1. J. Delille: Polowanie na jelenia, powst. około roku 1800; rękopisy: Biblioteka PAN Kraków, sygn. 2053, k. 36; Ossolineum, sygn. 1595/I, s. 40–42 (fragm. z L’Homme des champs; fragmenty przekł. z poematu O imaginacji w rękopisie Biblioteki PAN Kraków, sygn. 2053, k. 102–107)
2. Q.F. Horatius: Ody (wybrane), tłum. w latach 1800–1829, wyd. zobacz Wydania zbiorowe poz. 1; dwie pierwsze wersje ody 8 z księgi II ogł.: Nowy Pamiętnik Warszawski 1803; A.E. Koźmian, jak wyżej Ważniejsze dzieła poz. 11, s. 98; autografy kilku ód: rękopisy Biblioteki PAN Kraków, sygn. 2052, 2057 k. 16; Ossolineum, sygn. 12323/III (według K.W. Wójcickiego tłumaczenia Koźmiana jest także oda „Do Wirgiliusza”, Nowy Pamiętnik Warszawski 1805)
3. Tibullus: Elegie (wybrane), tłum. w latach 1800–1829, wyd. zobacz Wydania zbiorowe poz. 1; elegia 1 z księgi I tłum. około roku 1800, tekst pierwotny w rękopisie Ossolineum, sygn. 159/II; wersję II ogł. Nowy Pamiętnik Warszawski 1802; wersja III w Wydaniach zbiorowych poz. 1; rękopis: Biblioteka PAN Kraków, sygn. 2053, k. 71–76
4. Ch.G. Étienne: Oda na zwycięstwo pod Jeną, przetłumaczona w roku 1807 (przekł. zaginął; inform. K. Wojciechowski, jak wyżej Ważniejsze dzieła poz. 1, s. 76; tytuł oryginału: L’Homme du destin)
5. Baron Serra: In Varsoviam vota reducis amici; przekł. polski Gazeta Korespondenta Warszawskiego i Zagranicznego 1811 nr 100 Dodatek
6. Dies irae, tłum. po roku 1831, wyd. zobacz Wydania zbiorowe poz. 1
7. P.M. Vergilius: Bukoliki, rękopisy: Biblioteka PAN Kraków, sygn. 2051, 2053 k. 90–101 (tekst łaciński i polski z uwagami tłumacza)
8. Q.F. Horatius: List do Pizonów, niewydany (inform.: wydawca Różnych wierszy).

Według K.W. Wójcickiego przekładu Koźmiana jest także: Piosnka z pana J. Ségur, Nowy Pamiętnik Warszawski 1803. Drobne przekłady ogłaszano też w czasopismach i Ważniejszych dziełach.

### Wydania zbiorowe
1. Różne wiersze, Przegląd Polski 1881/1882, t. 1 i odb. Kraków 1881[27]; wyd. niezupełne; zawiera m.in.: Ważniejsze dzieła poz. 3–4, 6–8, 11, 13–19, 23–26, 30, 41, 49, 51–52, 54, 56, 58–59, 61, 63–65, 70; Przekłady poz. 2–3, 6
2. Pisma prozą, wyd. S. Koźmian, Kraków 1888; wyd. niezupełne; zawiera m.in.: Ważniejsze dzieła poz. 20–22, 27–29, 31 (4 recenzje), 37, 43, 60, 71.

### Listy
1. Do S. Staszica z roku 1811, ogł. A. Kraushar: Towarzystwo Warszawskie Przyjaciół Nauk t. 3, Warszawa 1902
2. List z roku 1811 w zbiorze listów pisanych przeważnie do J. Januszewicza, rękopis: Biblioteka Jagiellońska, sygn. 3758
3. Do S.K. Potockiego, rękopis: Archiwum Główne Akt Dawnych (Archiwum Wilanowskie, sygn. 265/I–VIII)
4. Do A.E. Koźmiana i F. Morawskiego zbiór listów z lat 1824–1830, rękopis: Biblioteka PAN Kraków, sygn. 2035; fragm. listu do Morawskiego z 3 marca 1827 ogł. S. Kawyn w: Walka romantyków z klasykami, Wrocław (1963), Biblioteka Narodowa seria I, nr 183; do tegoż Morawskiego 3 listy z lat 1827–1829 ogł. W. Bilip, jak wyżej (zobacz także poz. 25)
5. Do A.E. Koźmiana 31 listów z lat 1825–1830 i bez daty oraz do F. Morawskiego 8 listów z roku 1829 i bez daty; rękopis: Biblioteka PAN Kraków, sygn. 2036; list do Morawskiego z kwietnia 1829 i do A.E. Koźmiana(?) dat. jak wyżej (bez początku) ogł. W. Bilip w: Mickiewicz w oczach współczesnych. Dzieje recepcji na ziemiach polskich w l. 1818–1830, Wrocław 1962 (zobacz także poz. 25)
6. Cztery listy z lat 1831–1832 z papierów A. Batowskiego ogł. Ł. Kipowa: Z listów o powstaniu listopadowym, Droga 1930, s. 811–820
7. Do L. Osińskiego 2 listy z lat 1832–1833, rękopis: Biblioteka Jagiellońska, sygn. 6233 III
8. Do I. Czartoryskiej, w zbiorze korespondencji z lat 1791–1834, rękopis: Biblioteka Czartoryskich, sygn. 624 (Archiwum Domowe nr 56)
9. Do W. Krasińskiego z 1 września 1839, rękopis znajdował się w Bibliotece Krasińskich, sygn. 6288; fragm. cytował A. Bar: Kumoszki na Parnasie, Kraków (1947), s. 217
10. Do E. Raczyńskiego (około roku 1839), rękopis: Biblioteka PAN Kraków, sygn. 2054
11. Do W. Krasińskiego 6 listów z lat 1841–1844, rękopis znajdował się w Bibliotece Krasińskich, sygn. 6206; fragm. cytował A. Bar: Kumoszki na Parnasie, Kraków (1947), s. 208–210, 216, 218–219
12. Do A.E. Koźmiana z lat 1841–1856, rękopis: Biblioteka PAN Kraków, sygn. 2037
13. Do F. Morawskiego 2 listy z lat: 1842, 1856; rękopis: Biblioteka Jagiellońska, sygn. 9331 II t. 3
14. Do J. Kruszyńskiego i F.S. Dmochowskiego z lat 1854–1855, rękopis: Biblioteka PAN Kraków, sygn. 716; fragm. cytował A. Bar: Kumoszki na Parnasie, Kraków (1947), s. 209, 217
15. Do Jana i Marii Wentzlów 5 listów z lat 1845–1855, rękopis: Biblioteka Narodowa, sygn. 2963
16. Korespondencja z F. Wężykiem z lat 1845–1856, wyd. I. Skrochowski, Przegląd Polski 1874/1875, t. 4 (kwiecień–czerwiec); wyd. S. Tomkiewicz: Korespondencja literacka K. Koźmiana z Franciszkiem Wężykiem 1845–1856, Archiwum do Dziejów Literatury i Oświaty w Polsce nr 14 (1914) i odb. (Kraków 1913); rękopisy: Ossolineum, sygn. 12317/II, 12322/II (Papiery F.Wężyka)
17. Do A.E. i Teofili Koźmianów z roku 1846; rękopis: Biblioteka PAN Kraków, sygn. 2039
18. Do F. Morawskiego 6 listów z lat 1847–1852, ogł. A.E. Koźmian, Przewodnik Naukowy i Literacki 1890; przedr. w: Listy (1829–1864) t. 2, Lwów 1894 (tu także dopiski Kajetana w listach syna do Morawskiego)
19. Do S. Koźmiana brak daty; do W. Krasińskiego brak daty; do M. Koźmianowej brak daty; do F. Morawskiego z roku 1850; rękopis: Biblioteka PAN Kraków, sygn. 4042
20. Do Olimpii z Wentzlów Łaniewskiej w korespondencji z lat 1851–1887; rękopis: Biblioteka Narodowa, sygn. 2964
21. Do A.E. Odyńca z: 1 lipca i 10 sierpnia 1852 oraz bez daty, ogł. K.W. Wójcicki, Biblioteka Warszawska 1867, t. 1, s. 465–468
22. Do nieznanego adresata z roku 1853, rękopis: Ossolineum, sygn. 12293/II
23. Do W. Krasińskiego z 20 grudnia 1853, ogł. H. Kopia, Pamiętnik Literacki rocznik 30 (1933); rękopis: Ossolineum, sygn. 12036/II
24. Wyjątek z listu Koźmiana wraz z wierszem o Mickiewiczu, Gazeta Polska 1875 nr 133
25. Do F. Morawskiego, ogł. L. Siemieński: Obóz klasyków, Kraków 1866 i wyd. następne; fragmenty przedr. S. Kawyn, jak wyżej poz. 4; m.in. z rękopisów zapisanych w poz. 4–5
26. Do Rozalii Rzewuskiej, fragmenty pt. List o Puławach, wyd. zobacz Wydania zbiorowe poz. 2; inny tekst ogł. L. Dębicki: Puławy t. 3, Lwów 1888
27. Do L. Platera i I. Sobolewskiego brak daty, rękopis: Biblioteka PAN Kraków, sygn. 2031, t. 1
28. Od różnych osób z lat 1800–1833, m.in. od: A.J. Czartoryskiego 2 listy – z roku 1815 i bez daty; A.K. Czartoryskiego 8 listów – z lat 1812–1813 i bez daty; J.M. Fredry brak daty; K. Kosseckiego 2 listy z roku 1833; W. Krasińskiego 2 listy z roku 1823; T. Matuszewicza 5 listów – z lat 1814–1816 i bez daty; F. Morawskiego 4 listy bez daty; T. Mostowskiego 3 listy z lat 1820–1828; J.U. Niemcewicza 2 listy z roku 1826; L. Osińskiego 5 listów – z lat 1831–1832 i bez daty; S. Staszica z roku 1813; J.K. Szaniawskiego z roku 1815; Jana Śniadeckiego z roku 1825; M. Wolskiego z roku 1800; rękopis: Biblioteka PAN Kraków, sygn. 2031, t. 1
29. Od A.K. Czartoryskiego z 12 czerwca 1813; T. Matuszewicza z 6 kwietnia 1814; A.J. Czartoryskiego z 14 marca 1815; ogł. A.E. Koźmian: Wspomnienia moje, Dziennik Poznański 1866–1867 i wyd. osobno t. 1, Poznań 1867, s. 125–127, 130–131
30. Od różnych osób z lat 1813–1839; m.in. od: A.J. Czartoryskiego z roku 1817; F.S. Dmochowskiego z roku 1839; F. Gawdzickiego z roku 1825; E. Jaraczewskiej 3 listy – z lat 1821, 1828 i bez daty; W. Krasińskiego 10 listów z lat 1822–1839; T. Matuszewicza brak daty; F. Morawskiego 9 listów bez daty; T. Morawskiego 9 listów bez daty; T. Morskiego bez daty; J.U. Niemcewicza z roku 1824; K. Tańskiej bez daty; rękopis: Biblioteka PAN Kraków, sygn. 2031, t. 2
31. Od różnych osób z lat 1814–1842; m.in. od: W. Krasińskiego 4 listy z lat 1840–1842; T. Matuszewicza z roku 1814; F. Morawskiego 9 listów z lat 1840–1842; L. Osińskiego 2 listy z roku 1832; F. Wężyka z roku 1840; rękopis: Biblioteka PAN Kraków, sygn. 2031, t. 3; list L. Osińskiego z 18 października 1832, ogł. Z. Jabłoński, Rocznik Biblioteki PAN w Krakowie rocznik 1, 1955 (Wrocław 1957)
32. Od J.B.D. Le Nain de Rosemont z roku 1824; rękopis: Biblioteka PAN Kraków, sygn. 2060, k. 91–92
33. Od F. Morawskiego 8 listów – z roku 1824 i bez daty; rękopis: Biblioteka PAN Kraków, sygn. 2034, t. 1
34. Od F. Morawskiego z lat 1824–1827 i 1 list do Morawskiego bez daty; rękopis: Biblioteka PAN Kraków, sygn. 2032; częściowo ogł. L. Siemieński, jak wyżej poz. 25
35. Od A.E. Koźmiana – z lat: 1829–1830, 1833–1842, 1851–1856; wyd. w: A.E. Koźmian: Listy t. 1–2, Lwów 1894; list z kwietnia 1829 ogł. ponadto: Z. Jabłoński, jak wyżej poz. 31; W. Bilip, jak wyżej poz. 5; rękopis: Biblioteka PAN Kraków, sygn. 2041, t. 1–3
36. Od F. Morawskiego 40 listów – z lat 1845–1849 i bez daty; rękopis: Biblioteka PAN Kraków, sygn. 2034, t. 2
37. Od F.S. Dmochowskiego brak daty; A.E. Koźmiana brak daty; rękopis: Biblioteka PAN Kraków, sygn. 2063
38. Od W. Krasińskiego brak daty; rękopis: Biblioteka Narodowa, sygn. 7112.

Bardziej uszczegółowioną bibliografię twórczości Koźmiana podaje K. Wojciechowski: K. Koźmian. Życie i dzieła, Rocznik Towarzystwa Przyjaciół Nauk Poznań rocznik 23 (1896) i odb. (Lwów 1897)

## Działalność masońska
Był członkiem loży wolnomularskiej Świątynia Izis w XVIII wieku i w 1811/1812 roku.

## Opracowania monograficzne
- K. Wojciechowski: K. Koźmian. Życie i dzieła, Rocznik Towarzystwa Przyjaciół Nauk Poznań, rocznik 23 (1896) i odb. (Lwów 1897).